# Cappella dei Santi Innocenti
La cappella dei Santi Innocenti era, assieme alla cappella di Santa Maria Maddalena, una delle due cappelle situate ai lati della parte meridionale del ponte Sant'Angelo, nel rione Ponte di Roma. Era dedicata ai santi Innocenti e fu demolita nel 1530 circa.

## Storia
Durante il Giubileo del 1450, quando decine di migliaia di pellegrini si riversarono su Roma, avvenne un evento molto grave presso il ponte Sant'Angelo, l'antico ponte Elio dei Romani. Scoppiò il panico tra le persone che attraversavano il ponte e quelle ai suoi bordi alla fine caddero, per un totale di 172 persone morte, calpestate o annegate nel Tevere.
In memoria delle vittime, il papa Niccolò V (1447-1455) fece costruire due cappelle ottagonali, dedicate ai santi Innocenti e a santa Maria Maddalena. Durante il sacco di Roma del 1527, le due cappelle furono utilizzate come punti di osservazione e cannoneggiamento per i lanzichenecchi di Carlo V e furono danneggiate gravemente. Furono danneggiate ulteriormente durante una grande inondazione del Tevere nell'ottobre del 1530, quando alla fine il papa Clemente VII (1523-1534) decise la demolizione di entrambe. Al loro posto furono erette le statue dei santi patroni dell'Urbe, Pietro e Paolo.